# Frozen Strait
Die Frozen Strait (englisch für „Gefrorene Meeresstraße“) ist eine Meerenge im Arktischen Ozean, im kanadisch-arktischen Archipel gelegen.
Sie liegt im kanadischen Territorium Nunavut, zwischen der Insel Southampton Island und der davor gelegenen White Island im Süden und der Vansittart Island und Melville Peninsula im Norden.
Sie verbindet das Foxe Basin im Osten mit dem Roes Welcome Sound im Westen.
Die Repulse Bay liegt im Norden der Frozen Strait.
Die Meeresstraße hat eine Länge von 80 km und eine Breite zwischen 19 und 32 km.
Sie wurde vom englischen Seefahrer Christopher Middleton vermessen, als dieser mit der HMS Furnace 1742 auf der Suche nach einer Nordwest-Passage war.
W. Gillies Ross berichtet 1974 in seiner Studie Distribution, Migration, and Depletion of Bowhead Whales in Hudson Bay, 1860 to 1915, dass Grönlandwale im Frühjahr und im Herbst durch den Roes Welcome Sound ziehen.
Somit besteht die Wahrscheinlichkeit, dass dies auch für die Frozen Strait zutrifft.